# Lappajärvi (jezioro)
Lappajärvi – jezioro w Finlandii Zachodniej, pochodzenia meteorytowego. Jest 33. co do wielkości jeziorem Finlandii, wyróżnia się wśród otaczających, polodowcowych jezior nieskomplikowaną linią brzegową i niewielką liczbą wysp. Znajduje się w gminach Lappajärvi, Alajärvi i Vimpeli.
Jest to największe jezioro meteorytowe w Finlandii. Krater uderzeniowy powstał w okresie kredowym na skutek upadku małej planetoidy o składzie chondrytowym, która trafiła w skały osadowe pokrywające podłoże krystaliczne.

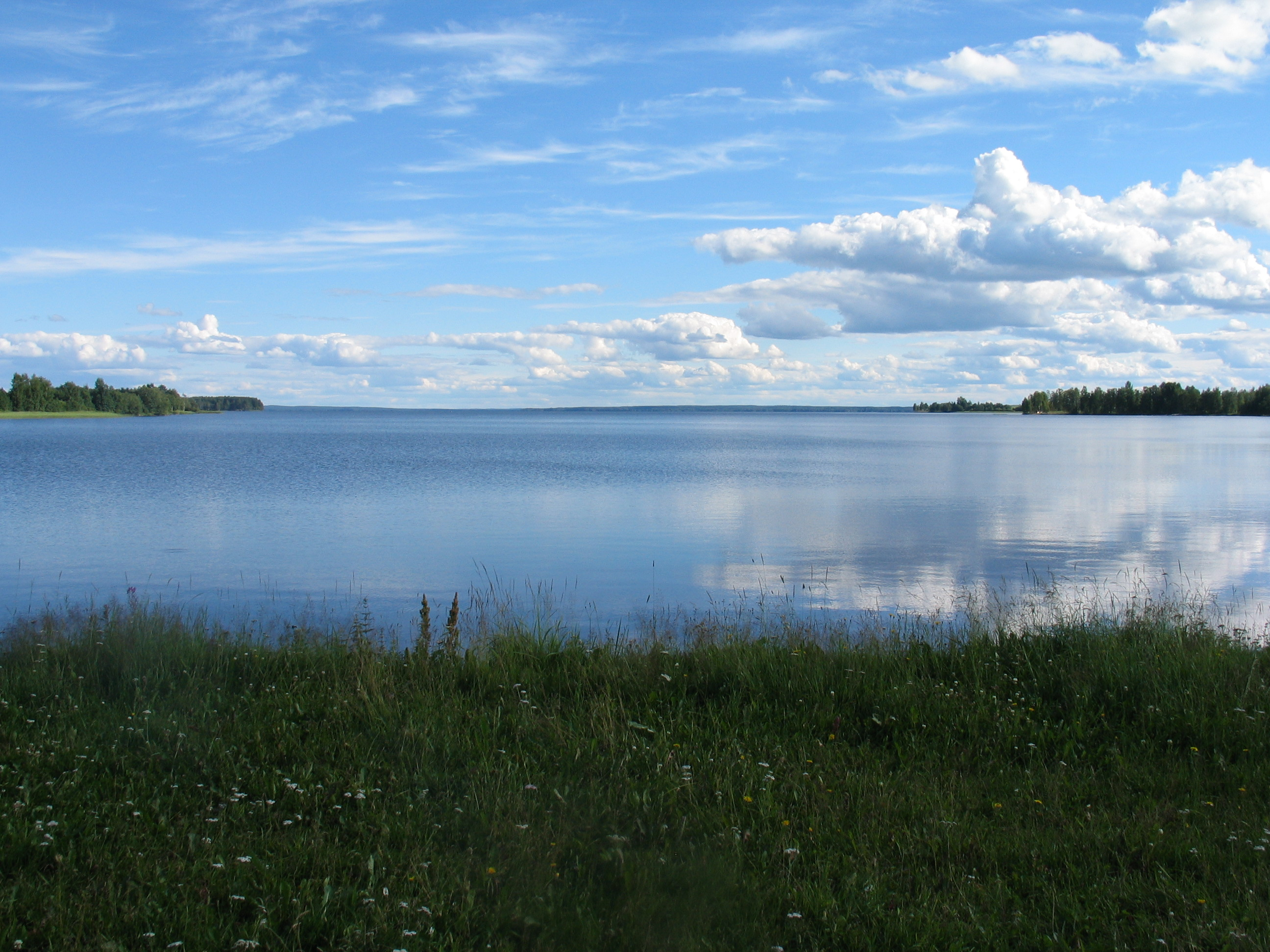
Widok z brzegu, latem
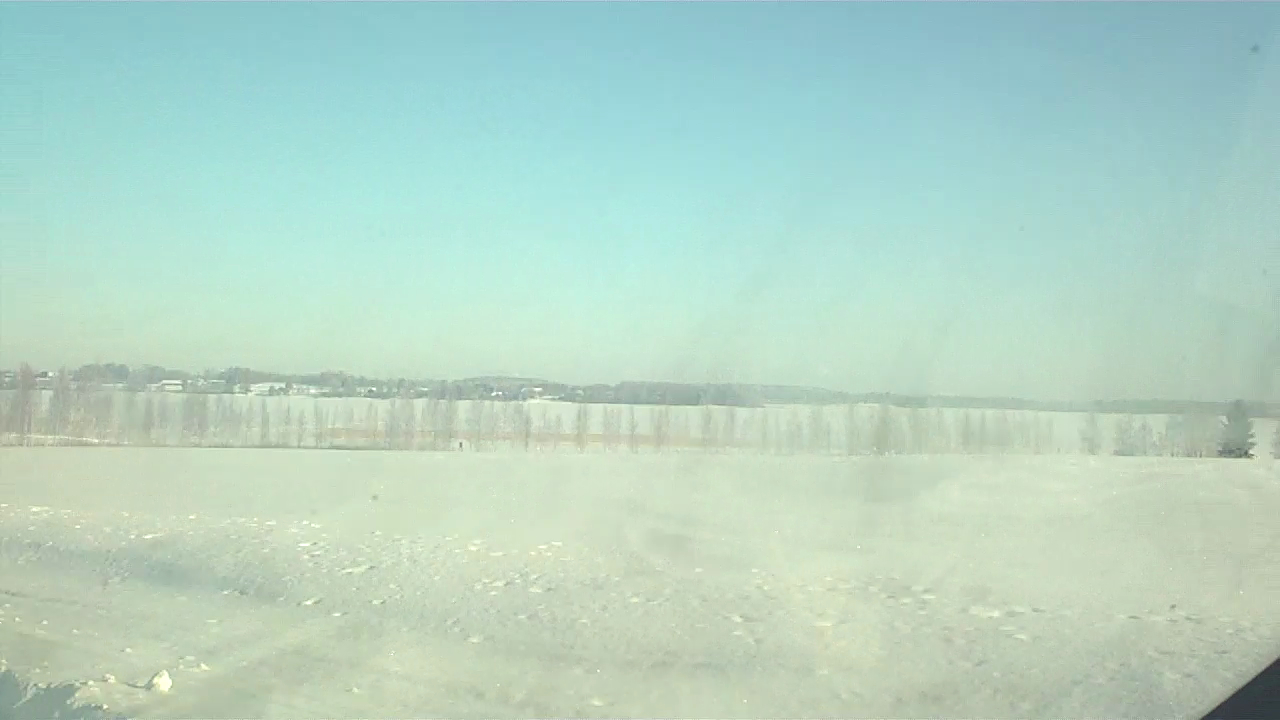
Widok z brzegu, zimą
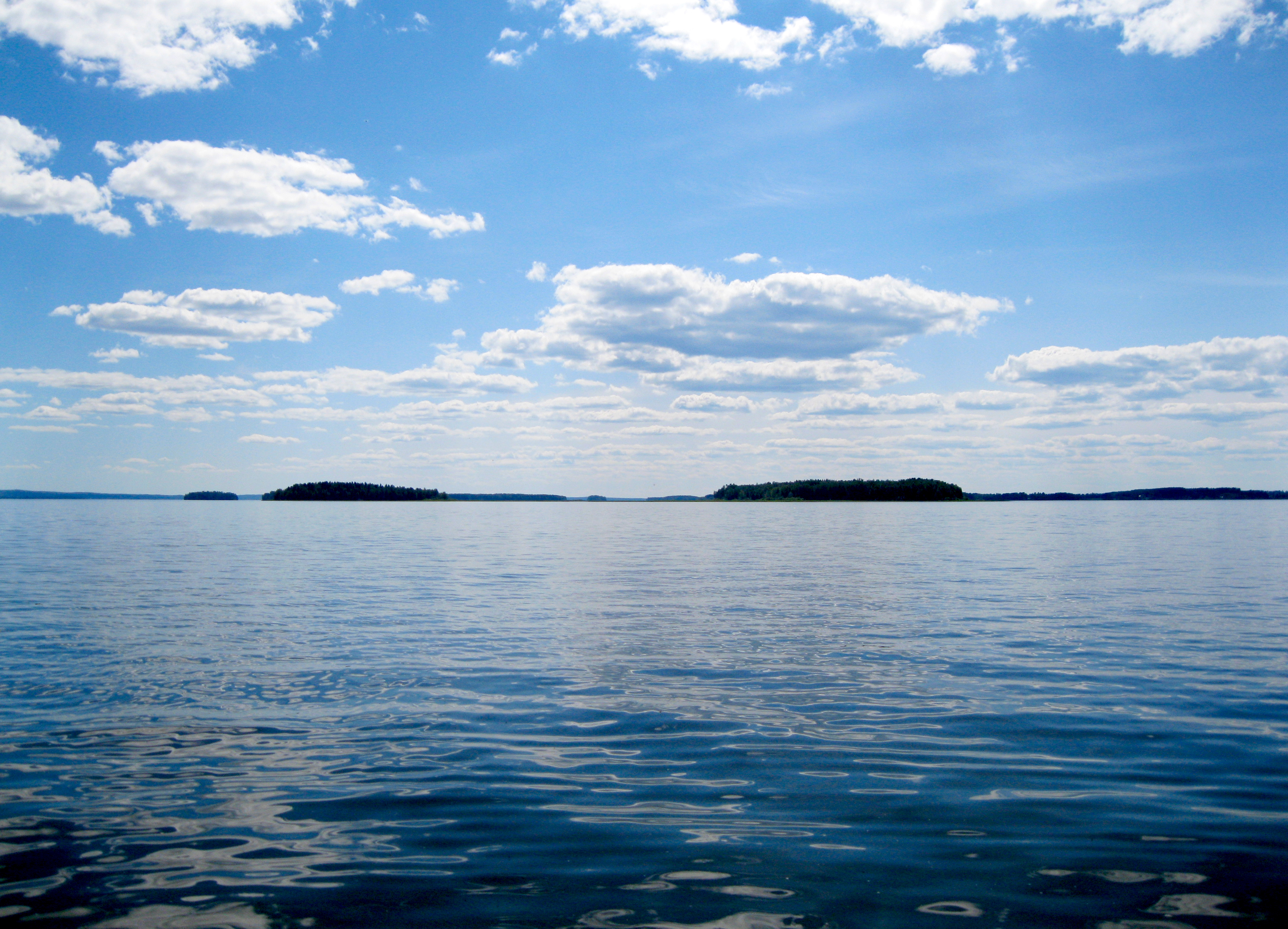
Widok z brzegu, latem